# 早川兼揚
早川 兼揚（はやかわ かねあき）は島津家の家令。早川兼親家の初代から4代が島津家より拝領の書画・文等を歴史的資料として島津家へ返納した。

## 生涯
- 明治4年（1871年）2月4日、鹿児島にて生まれる。
- 島津家に給仕として仕える。
- 家従。
- 東京伊皿子大園寺（大円寺）の杉並への移転が決まったことにより、絶家した早川兼武家の墳墓を東京芝白金瑞聖寺へ改葬。さらに、早川兼親家の墳墓も東京芝白金瑞聖寺に新しく建てる。新しい墳墓完成するまでの間、貞（母）、幾彦（叔父）、申子（異母兄弟）、嘉（次女）、多嘉（叔母：祖父・早川兼彜の養女）を東京鮫洲海晏寺に葬る[注釈 3]。
- 家扶。
- 家令心得。
- 昭和2年（1927年）昭和金融恐慌により、島津家の資産運用において損失を出したことにより、引責退職。
- 昭和13年（1938年）2月14日、東京市芝白金今里にて死去。享年67。

## 奉職歴
- 島津家、給仕。
- 島津家、家従。
- 島津家、家扶[1]。
- 島津家、家令心得。